# Kärntner Heimatlied
Das Kärntner Heimatlied, auch Dort, wo Tirol an Salzburg grenzt, ist ein altes Kärntner Heimatlied und seit 1911 (1966) die Kärntner Landeshymne.

## Geschichte
Die ersten drei Strophen des Textes entstammen der Feder von Johann Thaurer Ritter von Gallenstein, der sie als vierstrophiges Gedicht im Jahr 1822 in der Zeitschrift Carinthia veröffentlichte. Als Johann Michael Offner im Jahr 1835 eine Gesellschaft von Gästen in seinem Schloss Waldenstein bei Wolfsberg erwartete, bat er seinen Nachbarn Josef Rainer von Harbach, eines der Gedichte der Schlossbibliothek für eine Darbietung mit Musik zu bereichern. Dieser wählte besagtes Gedicht, und es fand so großen Anklang bei den Gästen, dass es sich in den folgenden Wochen unter dem Titel Dort wo Tirol an Salzburg grenzt in ganz Kärnten verbreitete.
Im Jahr 1911 wurde es unter Weglassung der vierten Strophe von der Kärntner Landsmannschaft zur „Kärntner Nationalhymne“ erklärt. Die ersten drei Strophen beschreiben von West nach Ost die Landschaft Ober-, Mittel- und Unterkärntens und rühmen poetisch deren Schönheit.
1930 schrieb die Kärntner Landsmannschaft einen Wettbewerb für eine vierte Strophe aus, die einen Bezug zur Kärntner Volksabstimmung haben sollte, die sich 1930 zum zehnten Mal jährte. Von den 256 Einsendungen wurde die der Lehrerin Agnes Millonig ausgewählt. Allerdings musste Millonig die letzte Zeile, im Original von Das ist mein deutsch Heimatland (statt: deutsches), in Das ist mein herrlich Heimatland ändern.
Im Vorfeld der für den 13. Januar 1935 anstehenden Saarabstimmung hatte Kärnten mit anderen ehemaligen Abstimmungsgebieten, vertreten durch den Volksbund für das Deutschtum im Ausland (VDA), bei der Wiener Turmuhrenmanufaktur Emil Schauer für den Turm des vom Grazer Architekten Georg von Hauberrisser erbauten Rathauses St. Johann in Saarbrücken ein Glockenspiel mit 19 Bronzeglocken in Auftrag gegeben, das zweimal täglich das Kärntnerlied erklingen ließ.
Im April 2023 kritisierte die Interessensgemeinschaft der Autorinnen und Autoren in einem offenen Brief die Kärntner Landeshymne, weil vor allem die vierte Strophe historisch belastet sei. Landeshauptmann Peter Kaiser sah keine Notwendigkeit einer Änderung.

## Text
Kärntner Heimatlied
Dort, wo Tirol an Salzburg grenzt.
Gedicht 1822 von Johann Thaurer von Gallenstein (in den ursprünglichen vier Strophen).
Des Kärntners Vaterland.

Da, wo Tirol an Salzburg grenzt,

Des Glockners Eisgefilde glänzt;

Wo aus dem Kranz, der es umschließt,

Der Leiter reine Quelle fließt,

Laut tosend, längs der Berge Rand –

Beginnt mein theures Vaterland.

Wo durch der Matten herrlich’ Grün

Des Dravestromes Fluthen zieh’n;

Vom Eisenhut, wo schneebedeckt

Sich Nordgau’s Alpenkette streckt,

Bis zur Carvanken Felsenwand –

Dehn’t sich mein freundlich’ Vaterland.

Wo, von der Alpenluft umweht,

Pomonens schönster Tempel steht;

Wo sich durch Ufer, reich umblüht,

Der Lavant Welle rauschend zieht,

Im grünen Kleid’ ein Silberband –

Schließt sich mein lieblich’ Vaterland.

Und breitet über Öst’reichs Haus

Der Kaiseraar die Schwingen aus –

Dann auch, von Feinden ungeneckt,

Sein Flügelpaar Karenta deckt;

Und segnend strecket Franzens Hand

Sich über dich, mein Vaterland!
Die vierte Strophe von Agnes Millonig (1930) lautet:
Wo Mannesmut und Frauentreu’

die Heimat sich erstritt aufs neu’,

wo man mit Blut die Grenze schrieb

und frei in Not und Tod verblieb;

hell jubelnd klingt’s zur Bergeswand:

Das ist mein herrlich Heimatland!